# Oxysternon spiniferum
Oxysternon spiniferum là một loài bọ cánh cứng trong họ Bọ hung (Scarabaeidae).